# Yoshinori Kanada
 (mars 2013).
Si vous disposez d'ouvrages ou d'articles de référence ou si vous connaissez des sites web de qualité traitant du thème abordé ici, merci de compléter l'article en donnant les références utiles à sa vérifiabilité et en les liant à la section « Notes et références ».
Yoshinori Kanada (金田伊功, Kanada Yoshinori) est un animateur né le 5 février 1952 à Nara au Japon. Il est mort le 21 juillet 2009 .
Le projet qui lui valut le plus de renommée fut Birth en 1984, un des premiers OAV vendus[réf. nécessaire] sur le marché mondial.

## Biographie
Il est né le 5 février 1952 à Nara au Japon.
Après avoir quitté le lycée[Quand ?], Yoshinori Kanada s'inscrit à l'institut privé Tokyo Designer Gakuin College pour étudier l'animation[réf. souhaitée], qu'il quitte pour s'engager au studio Toei Animation en 1970. Il travaille en tant qu’intervalliste sur les séries Mahō no Mako-chan[Quand ?] et Gegege no Kitaro[Quand ?].
Il quitte ensuite la Toei (moins de 2 ans plus tard) pour le studio indépendant Studio Z dirigé par Araki Shingo où il poursuit son apprentissage. Il y devient animateur clé sur les séries Moonlight, la pierre de lune (Gekkō no kamen), Dokonjō Gaeru et Akadō Suzunosuke.
En 1974, il rejoint le studio indépendant Studio n°1 (Takuo Noda) et travaille, jusqu'en 1976 sur les séries de robots Getter Robo, Getter Robo G, Gaiking et Yamato.
Il travaille à son compte (notamment sur un épisode de Candy Candy) et rejoint ensuite le nouveau Studio Z, fondé par Shinya Sadamitsu et Osamu Nabeshima rencontrés au Studio no 1. Il travaille sur les séries Zambot 3, Daitarn 3, le premier film et la seconde série de Yamato, la série Mobile Suit Gundam de Yoshiyuki Tomino et le film de Rintarō Galaxy Express 999.
Dans les années 80, il rejoint le nouveau Studio no 1 et participe maintenant à des productions plus importantes. Il sera chef-animateur sur le film Yamato to towa ni (1980), animateur sur Adieu Galaxy Express 999 (1981), chef-animateur mécanique et animateur sur La Reine du fond des temps (1982), animateur sur Albator 84 (1982) et animateur sur Yamato : Kanketsu-hen (1983).
Viens ensuite la production de l'OAV Birth (1984), réalisé par son ami Shinya Sadamitsu, où il sera à la fois au chara design, à la supervision de l'animation et animation clé.
Dans les années 90, il fait l'animation des OAV Devilman. Il est également chara designer, storyboarder et superviser de l'animation pour  Download (1992). Il participe à l'animation du Clip X2 (1993) chez Madhouse, les OAV de Final Fantasy: Legend of the Crystals (1994), film de Rintaro[Quoi ?] (1996), l'animation de l'OAV Vampire Hunter (1997) et Blue Submarine N°6 de Mahiro Maeda (1998).
En 1998, Yoshinori Kanada rejoint l'équipe de SquareSoft et passera deux ans à Hawaii où il réalise les layouts de Final Fantasy : Les Créatures de l'esprit (2001).
À son retour au Japon, il rejoint Square Enix. Il s’occupe de la supervision de l'animation en capture de mouvement du jeu vidéo Final Fantasy XI (2002), réalise les cinématiques animées des jeux Hanjuku Hero 3D (2003) et Hanjuku Hero 4 (2005), puis le storyboard de la cinématique de Samurai Musashiden II (2005). Il supervise le storyboard des cinématiques du jeu Final Fantasy VII: Crisis Core (2007) et le storyboard des cinématiques de la conversion de Final Fantasy IV (2007) sur Nintendo DS.
Il est mort le 21 juillet 2009  d'une crise cardiaque[Où ?].

## Analyse
Il est surtout réputé pour son talent dans l'animation des personnages : ses travaux sur Galaxy Express 999 (en 1979) et Harmagedon (en 1983) ont influencé toute une génération d'animateurs au Japon. Ces deux animes ont aussi partiellement inspiré le mouvement d'art contemporain Superflat de Takashi Murakami. Durant les années 1980 et 1990, il travailla en étroite collaboration avec le célèbre réalisateur Hayao Miyazaki comme animateur sur plusieurs de ses films, de Nausicaä de la vallée du vent jusqu'au Voyage de Chihiro. Il est aussi connu pour avoir rompu avec le système d'animation traditionnel - uniforme et très encadré - en permettant à ses animateurs clés d'exercer librement leur propre style dans certains domaines.

## Liste de ses œuvres
Yoshinori Kanada a participé à près de 70 séries, films et OAV dans sa vie, parmi lesquels notamment :
- Birth (character Design, chef-animateur)
- Blue submarine n°6 (animateur)
- Galaxy Express 999 (animateur)
- Harmegedon (animateur)
- Nausicaä de la vallée du vent (animateur)
- Mon voisin Totoro (animateur)
- Le Château dans le ciel (animateur)
- Kiki la petite sorcière (animateur)
- Porco Rosso (animateur)
- Princesse Mononoke (animateur)

## Sources
1. ↑  (en) Helen McCarthy et Jonathan Clements, The Anime Encyclopedia: A Guide to Japanese Animation Since 1917, Titan Books Ltd, 2001 (ISBN 1845765001), p. 325